# Ralf Arzt
Ralf Arzt, född 22 oktober 1963 i Stockholm, är en svensk konstnär.
Ralf Arzt är utbildad i Frankrike hos Beaux-art-läraren Cristian Geai i Nice. Han inledde 2001 internationellt samarbete med Opera Gallery samt med gallerier i Paris, New York, London, Singapore och Hongkong. Han är även representerad på gallerier i Monaco, Hamburg, Oslo, Uppsala och Köpenhamn samt på kvalitetsauktioner runtom i världen.

## Motiv
Arzts måleri är starkt inspirerat av modernt konstfotografi. Uttrycksmässigt befinner han sig i gränslandet mellan måleri och den fotografiska konsten. Han eftersträvar en känsla av modern fotokonst i måleriet. Blandningen mellan fotografiets förmåga att fånga själen och utstrålningen i ett speciellt unikt ögonblick, måleriet med sin yta, finish och känsla av exklusivitet som fotografiet inte förmår att ge. På så sätt suddar han ut gränserna mellan den fotografiska och den målande konstens uttryckssätt. Motivvalen är porträtt, nakenstudier och marinstudier.

## Teknik
Tekniskt är Arzts målningar uppbyggda med många tunna skikt utan spår av penselföring och ofta schumring. Detta ger Arzts målningar en känsla som påminner om fotokonstens uttryckssätt men med en målerisk finish. Samtidigt ger skiktmåleriet i många lager hans måleri komplexitet, djup och lyster i färgerna.

## Utställningar i urval
- Contemporary Realism Grand Hôtel, Stockholm 21-22 februari 2015
- NUDE Samlingsutställning, Albemarle Gallery, London, 2012
- Kvinnor och andra naturfenomen Mollbrinks, Uppsala oktober 2012

## Målningar i urval

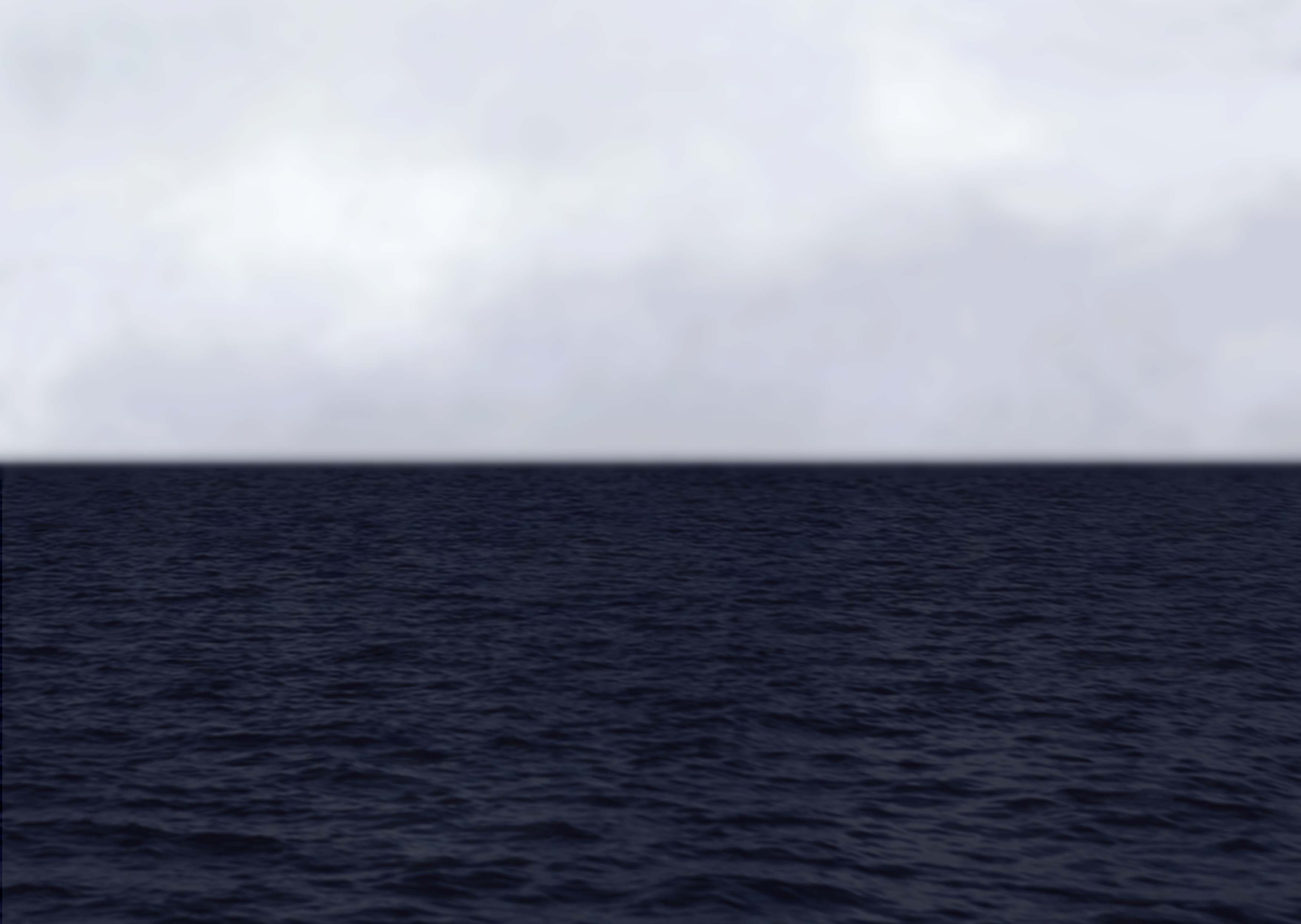
Seascape, olja på duk 106x150 cm